# Hypenetes pylochrysites
Hypenetes pylochrysites là một loài ruồi trong họ Asilidae. Hypenetes pylochrysites được Londt miêu tả năm 1985. Loài này phân bố ở vùng nhiệt đới châu Phi.